# Умный магазин
Умный магазин (англ. Smartstore) — термин, описывающий новое поколение технологий автоматизации розничных торговых сетей, которые используют при продаже товаров технологии RFID, смарт-полки, смарт-тележки, смарт-карты, кассы самообслуживания и т. д.
Розничные сети ищут возможности удешевления своих бизнес-процессов, увеличения своей эффективности и повышения уровня сервиса для покупателей. Некоторые решения, включая платёжные киоски, кассы самообслуживания и смарт-полки, вступая во взаимодействие с RFID-метками, расположенными на упаковке товаров (или вмонтированных внутри товара), позволяют автоматически производить оплату товара, без непосредственного участия кассира розничной сети. Использование подобных технологий позволит привнести в розничную торговлю инновационные методики, которые уже широко применяются в онлайн-магазинах — например, Amazon даёт рекомендации покупателям, на основании предыдущих покупок.
Наиболее известны сегодня умные магазины компаний Wal-Mart, «Metro Group Future Store» и BGN (Boekhandels Groep Nederland).

## Концепция
Концепция смарт-магазинов построена следующим образом: на всех без исключения товарах каким-либо образом располагается смарт-метка (например, RFID), которая может удалённо считываться специальными устройствами. Таким образом, информационные системы розничных сетей могут мгновенно получать информацию о перемещении товаров в пределах досягаемости считывателей. Например, будет известно сколько и каких товаров были поставлены или сняты с определённых полок, загружены в смарт-тележки и оплачены на смарт-кассах. Такая технология позволяет значительно снизить количество персонала в торговых залах розничных сетей, снизить затраты на кассиров, охранников, промоутеров, контроллёров.

## Преимущества
Основными преимуществами концепции являются:
- отказ от низкоквалифицированного труда множества кассиров, охранников, контроллёров
- решение проблем очередей на кассах, более быстрое обслуживание покупателей
- получение большего количества информации о предпочтениях и поведенческих патернах покупателей
- улучшение логистики товаров в торговых залах
- исключение человеческого фактора
- снижение ущерба от злоупотреблений персонала

## Критика
Основными недостатками концепции являются:
- необходимость на каждом товаре размещать электронную метку
- необходимость обеспечить невозможность удаления или замены метки злоумышленниками
- необходимость переоборудовать торговые залы и, как следствие, — финансовые затраты и увеличение затрат на персонал, обслуживающий новую торговую систему.